# Église Saint-Martin de Bolsward
L'église Saint-Martin de Bolsward est une église protestante située  dans la ville de Bolsward, dans la commune de Súdwest-Fryslân aux Pays-Bas.

## Historique
La construction a commencé en 1446 et s'est achevée en 1466 .
L'église a été restaurée de 1948 à 1955.

## Dimensions
Les dimensions de l'édifice sont les suivantes  ;

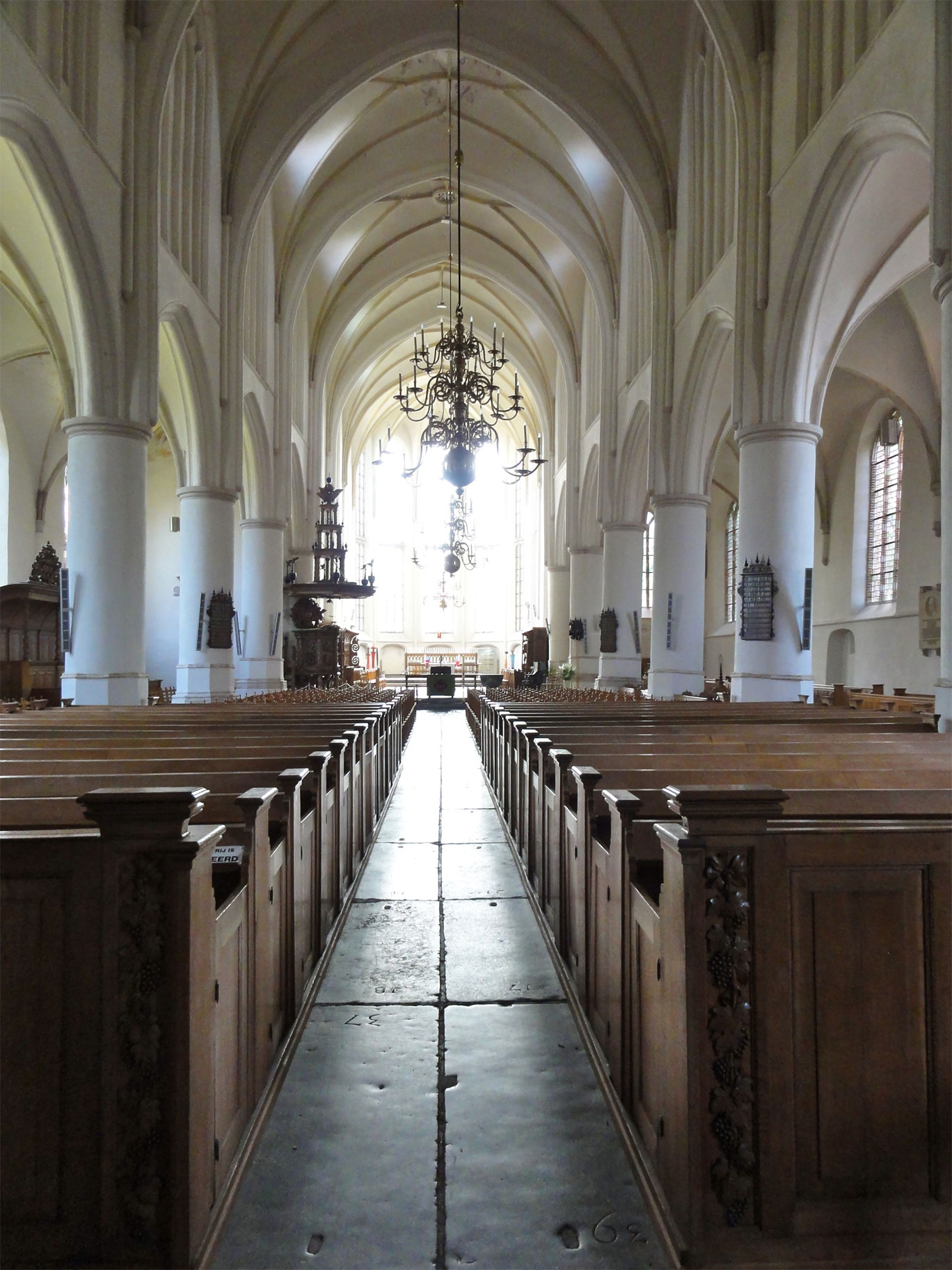
Intérieur de l'église

- Hauteur sous voûte : 25 m
- Longueur : 70 m
- Hauteur de la tour : 52 m
- Largeur : 25 m